# Offshore-Windpark Triton Knoll
Triton Knoll ist ein in Bau befindlicher Offshore-Windpark in der AWZ des Vereinigten Königreiches in der Nordsee. Der Windpark soll über eine installierte Leistung von 857 Megawatt (MW) verfügen. Der Baubeginn auf See war im Januar 2020, die kommerzielle Inbetriebnahme-Zeitraum soll 2022 erfolgen.[veraltet] Insgesamt 90 Windkraftanlagen vom Typ MHI Vestas V164 mit je 9,5 MW Nennleistung werden zum Einsatz kommen.
Der Offshore-Windpark wurde von innogy (jetzt RWE) entwickelt. Er befindet sich 32 Kilometer vor der Küste von Lincolnshire.

## Planung und Finanzierung
Im September 2017 wurde die Ausschreibung für die Stromvergütung (sogenannter Contract for Difference) mit 74,75 Pfund pro Megawattstunde gewonnen.
Der Offshore-Windpark Triton Knoll hatte von Beginn an mit Problemen zu kämpfen. Bereits im Jahr 2015 zog sich Co-Investor Statkraft aus dem Projekt zurück. Die damalige RWE-Tochter innogy entwickelte das Projekt danach eigenständig weiter. Im August 2018 gab innogy bekannt, dass man die finale Investitionsentscheidung getroffen habe. Dabei wurden zwei weitere Investoren gefunden: Das japanische Unternehmen J-Power beteiligt sich mit 25 % und das ebenfalls japanische Unternehmen Kansai Electric Power mit 16 %, sodass der RWE-Anteil an der installierten Leistung jetzt bei 509 MW liegt.
Das geplante Gesamtinvestitionsvolumen beläuft sich auf rund 2,3 Milliarden Euro.
Im Rahmen des Tauschgeschäfts zwischen RWE und E.ON gingen sämtliche Erzeugungsanlagen in den Besitz und Betrieb von RWE über. Dies hat zur Konsequenz, dass auch die 59 %-Beteiligung an Triton Knoll von innogy an RWE über ging. Das Tauschgeschäft der Erzeugungsanlagen wurde im September 2019 vollzogen.

## Bauverlauf
Die Arbeiten an Land begannen im September 2018. Die erste Gründung wurde am 17. Januar 2020 errichtet, die letzte am 19. August 2020. Die erste Windkraftanlage wurde im Januar 2021 installiert. Am 8. Juni 2021 waren 45 der 90 Windkraftanlagen installiert. Am 17. September 2021 wurde die letzte Anlage errichtet.

## Netzanbindung
Der Windpark verfügt über eine Gesamtkapazität von 857 MW. Er besteht aus insgesamt 90 Windenergieanlagen vom Typ MHI Vestas V164 mit einer Leistung von je 9,5 MW.
Die Windenergieanlagen sind auf 66 kV Mittelspannungsebene mit zwei Umspannplattformen im Windpark verbunden, die den Strom auf Höchstspannung von 220 kV transformieren. Von dort wird der Strom über zwei 31 Meilen lange See- und 35 Meilen Erdkabel zum 400-kV-Übertragungsnetz an Land transportiert. Die Technik für die Wechselstrom-Netzanbindung stammt von Siemens Energy.

## Betrieb
Anfang März 2021 wurde gemeldet, dass der Windpark erstmals elektrische Leistung geliefert habe. Es wird davon ausgegangen, dass das Regelarbeitsvermögen des Windparks genügend Strom für 800.000 britische Haushalte liefern kann.
RWE nutzt ein Gelände im Hafen von Grimsby als langfristigen Wartungs- und Servicepunkt für die Betriebszeit.
Der erzeugte Strom wird über einen Energieliefervertrag mit fünfzehnjähriger Laufzeit an Ørsted geliefert. Dies ergänzt die staatliche Contract for Difference-Förderung und es können Marktpreisrisiken während der ersten 15 Betriebsjahre des Windparks minimiert werden.